# Fernando Maestre Bolinches
Fernando Maestre Bolinches (Ontinyent, 4 de desembre de 1962) és un exfutbolista professional i entrenador valencià. Com a jugador ocupava la posició de defensa.

## Trajectòria
Després de passar per l'Ontinyent CF, Talavera CF i UE Alzira, a l'estiu de 1986 fitxa pel CE Sabadell, amb qui debuta a primera divisió. Eixa temporada ja seria titular amb els catalans, mentre que a la següent hi apareix en 35 partits, l'any en el qual el Sabadell baixa a Segona Divisió.
Després de la pèrdua de categoria, el defensa fitxa pel RCD Espanyol, amb qui disputa 34 partits de la 88/89, que conclou amb els descens dels barcelonins. Passa un any a la categoria d'argent, on també és titular, per recuperar de nou la màxima categoria. La temporada 90/91 passa a ser suplent, apareixent en 16 partits amb l'Espanyol.
La temporada 91/92 fitxa pel Vila-real CF, amb qui puja a Segona Divisió eixa campanya. Amb l'equip groguet hi milita cinc temporades a la categoria d'argent, en les quals hi serà peça clau a la defensa vila-realenca. Es retira la temporada 96/97, després d'haver disputat el darrer any amb el Racing Club de Ferrol. En total, va sumar 254 partits i sis gols entre Primera i Segona Divisió.

### Com a entrenador
Penjades les botes, segueix vinculat al món del futbol com a entrenador. Entre 1999 i 2003 està a càrrec de les categories inferiors del Vila-real CF. La temporada 03/04 dirigeix a l'Ontinyent CF, on roman dues temporades, ambdues a Tercera Divisió.
El gener del 2006 dirigeix a l'Olímpic de Xàtiva, i la campanya següent es posa al capdavant del Sangonera CF murcià, on entrena fins a l'octubre de 2007. La temporada 2009-10 signa per la UD Alzira, club amb el qual ascendí a Segona B.
El seu oncle Joan Bolinches i Gil també fou un destacat futbolista.